# Jos Janssens (politicus)
Joseph (Jos) Janssens (Sint-Lenaarts, 11 juni 1951) is een Belgisch voormalig politicus en ondernemer. Hij was burgemeester van Brecht. 

## Biografie
Janssens werd politiek actief bij de CVP in 1976 en werd voor deze partij schepen. Bij de gemeenteraadsverkiezingen van 1988 kwam hij op voor de kieslijst CDVBL, een kartel tussen Volksbelangen en de CVP-scheurlijst Christen Demokraten Brecht (CDB).
In 1995 werd hij burgemeester van Brecht voor de CDB , een mandaat dat hij uitoefende tot 2006. Tijdens zijn eerste ambtsperiode (1995 - 2000) leidde hij een coalitie van CDB, Volksbelangen en VLD. Bij de lokale verkiezingen 2000 behaalde hij 2513 voorkeurstemmen. Tijdens zijn tweede ambtsperiode leidde hij een coalitie van CDB en VLD. 
In 2006 stopte hij met politiek om zich terug fulltime bezig te houden met zijn bedrijf in bouwmaterialen.